# 迎咀河
迎咀河，位于中华人民共和国广东省中部，是源潭河的一条支流，发源于广州市花都区高百丈风景区的柴厂围，西北流经花都区梯面镇的五联村、红山村、横坑村后流入清远市清城区的迎咀水库，出库后继续西北流至清远市源潭镇的黄龙头东北汇入源潭河。河长30千米，流域面积132平方千米。